# Bakom varje man
Bakom varje man är en dansk dramakomediserie från 2023 som hade premiär i Danmark den 28 december 2023. Första säsongen består av åtta avsnitt, och hade premiär SVT Play den 8 mars 2024.

## Handling
Serien kretsar kring den framgångsrike kökschefen Michael som måste försvara sin position när den nya souschefen Naja vill modernisera restaurangen.

## Rollista (i urval)
- Jesper Zuschlag - Michael Ravnshøj
- Julie Rudbæk - Naja Rasmussen
- Ann Eleonora Jørgensen - Vibeke
- Ari Alexander - Anders
- Eva Jin - Sigrid
- Sara Fanta Traore - Lise
- Anders Brink Madsen - Flemming
- Morten Brovn - Søren